# Lijst van trainers van Toronto FC
Deze lijst omvat de voetbalcoaches die de Amerikaanse club Toronto FC hebben getraind vanaf 2007 tot op heden.
| Seizoen | Trainer(s)                         | Prijzen                                                | Bijzonderheden |
| ------- | ---------------------------------- | ------------------------------------------------------ | -------------- |
| 2025    | Robin Fraser                       |                                                        | 0              |
| 2024    | John Herdman                       |                                                        | 0              |
| 2023    | Terry Dunfield (interim)           |                                                        | 0              |
| 2023    | Bob Bradley (tot 26 juni 2023)     |                                                        | 0              |
| 2022    | Bob Bradley (tot 26 juni 2023)     |                                                        | 0              |
| 2021    | Javier Pérez                       |                                                        | 0              |
| 2021    | Chris Armas (tot 4 juli 2021)      |                                                        | 0              |
| 2020    | Greg Vanney                        | Canadian Championship                                  | 0              |
| 2019    | Greg Vanney                        |                                                        | 0              |
| 2018    | Greg Vanney                        | Canadian Championship                                  | 0              |
| 2017    | Greg Vanney                        | MLS Cup, MLS Supporters' Shield, Canadian Championship | 0              |
| 2016    | Greg Vanney                        | Canadian Championship                                  | 0              |
| 2015    | Greg Vanney                        |                                                        | 0              |
| 2014    | Greg Vanney                        |                                                        | 0              |
| 2014    | Ryan Nelsen (tot 31 augustus 2014) |                                                        | 0              |
| 2013    | Ryan Nelsen (tot 31 augustus 2014) |                                                        | 0              |
| 2012    | Paul Mariner                       | Canadian Championship                                  | 0              |
| 2012    | Aron Winter (tot 7 juni 2012)      |                                                        | 0              |
| 2011    | Aron Winter (tot 7 juni 2012)      | Canadian Championship                                  | 0              |
| 2010    | Nick Dasovic (interim)             | Canadian Championship                                  | 0              |
| 2010    | Preki (tot 14 september 2010)      |                                                        | 0              |
| 2009    | Chris Cummins (interim)            | Canadian Championship                                  | 0              |
| 2009    | John Carver (tot 25 april 2009)    | 0                                                      |                |
| 2008    | John Carver (tot 25 april 2009)    |                                                        | 0              |
| 2007    | Mo Johnston                        |                                                        | 0              |